# Périgné
Périgné est une commune du centre-ouest de la France située dans le département des Deux-Sèvres en région Nouvelle-Aquitaine.

## Géographie

### Climat
Pour des articles plus généraux, voir Climat de la Nouvelle-Aquitaine et Climat des Deux-Sèvres.
Historiquement, la commune est exposée à un climat océanique du nord-ouest.  
En 2020, Météo-France publie une typologie des climats de la France métropolitaine dans laquelle la commune est exposée à un climat océanique et est dans la région climatique  Poitou-Charentes, caractérisée par un bon ensoleillement, particulièrement en été et des vents modérés.
Pour la période 1971-2000, la température annuelle moyenne est de 12,5 °C, avec une amplitude thermique annuelle de 14,9 °C. Le cumul annuel moyen de précipitations est de 860 mm, avec 11,5 jours de précipitations en janvier et 7,1 jours en juillet. Pour la période 1991-2020, la température moyenne annuelle observée sur la station météorologique la plus proche, située sur la commune de Celles-sur-Belle à 9 km à vol d'oiseau, est de 12,7 °C et le cumul annuel moyen de précipitations est de 901,7 mm,. Pour l'avenir, les paramètres climatiques de la commune estimés pour 2050 selon différents scénarios d’émission de gaz à effet de serre sont consultables sur un site dédié publié par Météo-France en novembre 2022.

## Urbanisme

### Typologie
Au 1er janvier 2024, Périgné est catégorisée commune rurale à habitat dispersé, selon la nouvelle grille communale de densité à sept niveaux définie par l'Insee en 2022.
Elle est située hors unité urbaine. Par ailleurs la commune fait partie de l'aire d'attraction de Niort, dont elle est une commune de la couronne,. Cette aire, qui regroupe 91 communes, est catégorisée dans les aires de 50 000 à moins de 200 000 habitants,.

### Occupation des sols
L'occupation des sols de la commune, telle qu'elle ressort de la base de données européenne d’occupation biophysique des sols Corine Land Cover (CLC), est marquée par l'importance des territoires agricoles (94,6 % en 2018), une proportion sensiblement équivalente à celle de 1990 (95,2 %). La répartition détaillée en 2018 est la suivante : 
terres arables (69,2 %), zones agricoles hétérogènes (16,1 %), prairies (9,3 %), zones urbanisées (5,4 %). L'évolution de l’occupation des sols de la commune et de ses infrastructures peut être observée sur les différentes représentations cartographiques du territoire : la carte de Cassini (XVIIIe siècle), la carte d'état-major (1820-1866) et les cartes ou photos aériennes de l'IGN pour la période actuelle (1950 à aujourd'hui).

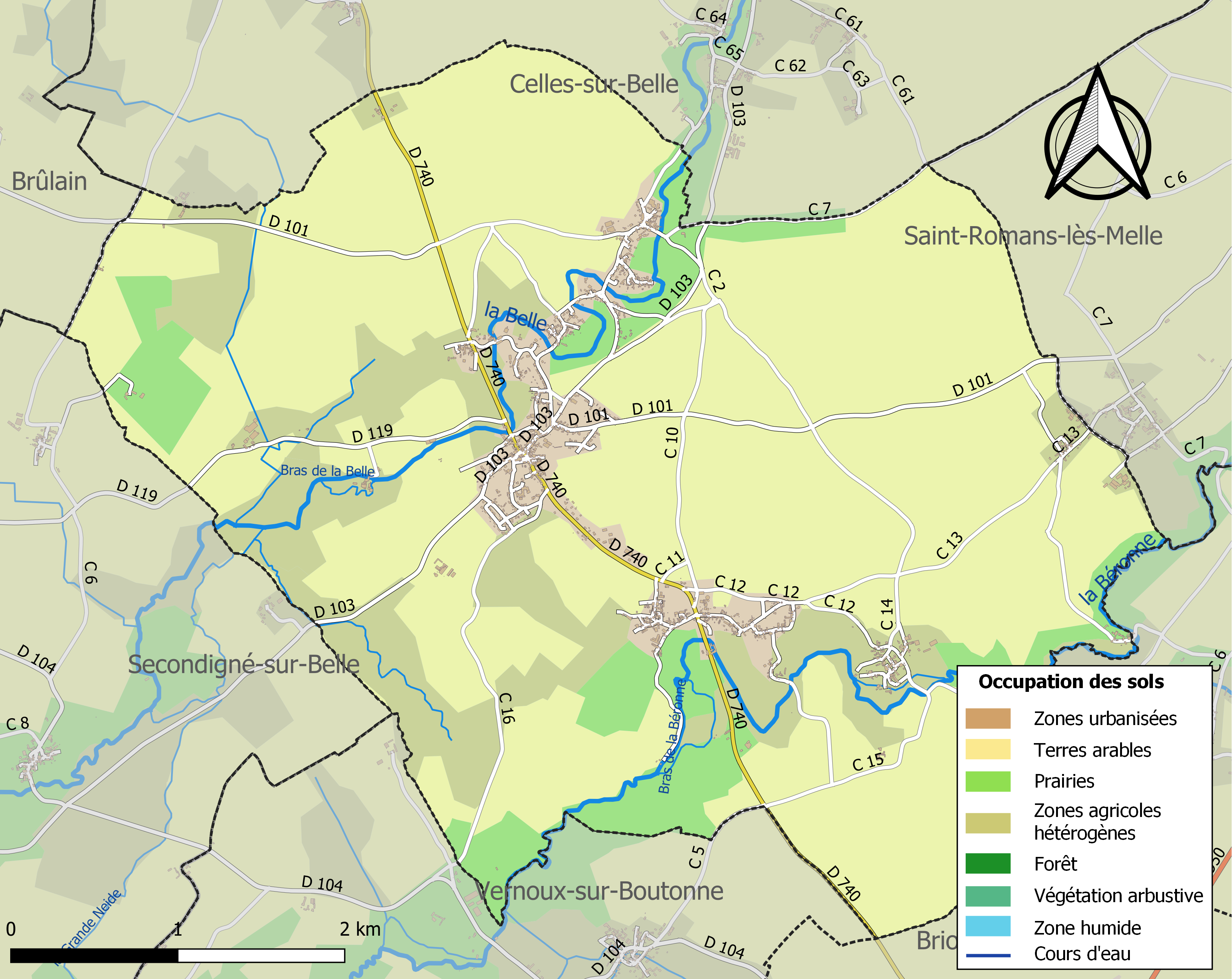
Carte des infrastructures et de l'occupation des sols de la commune en 2018 (CLC).

### Risques majeurs
Le territoire de la commune de Périgné est vulnérable à différents aléas naturels : météorologiques (tempête, orage, neige, grand froid, canicule ou sécheresse), inondations, mouvements de terrains et séisme (sismicité modérée). Il est également exposé à un risque technologique,  le transport de matières dangereuses. Un site publié par le BRGM permet d'évaluer simplement et rapidement les risques d'un bien localisé soit par son adresse soit par le numéro de sa parcelle.

#### Risques naturels
Certaines parties du territoire communal sont susceptibles d’être affectées par le risque d’inondation par débordement de cours d'eau, notamment la Béronne, la Berlande et la Belle. La commune a été reconnue en état de catastrophe naturelle au titre des dommages causés par les inondations et coulées de boue survenues en 1982, 1999 et 2010,.

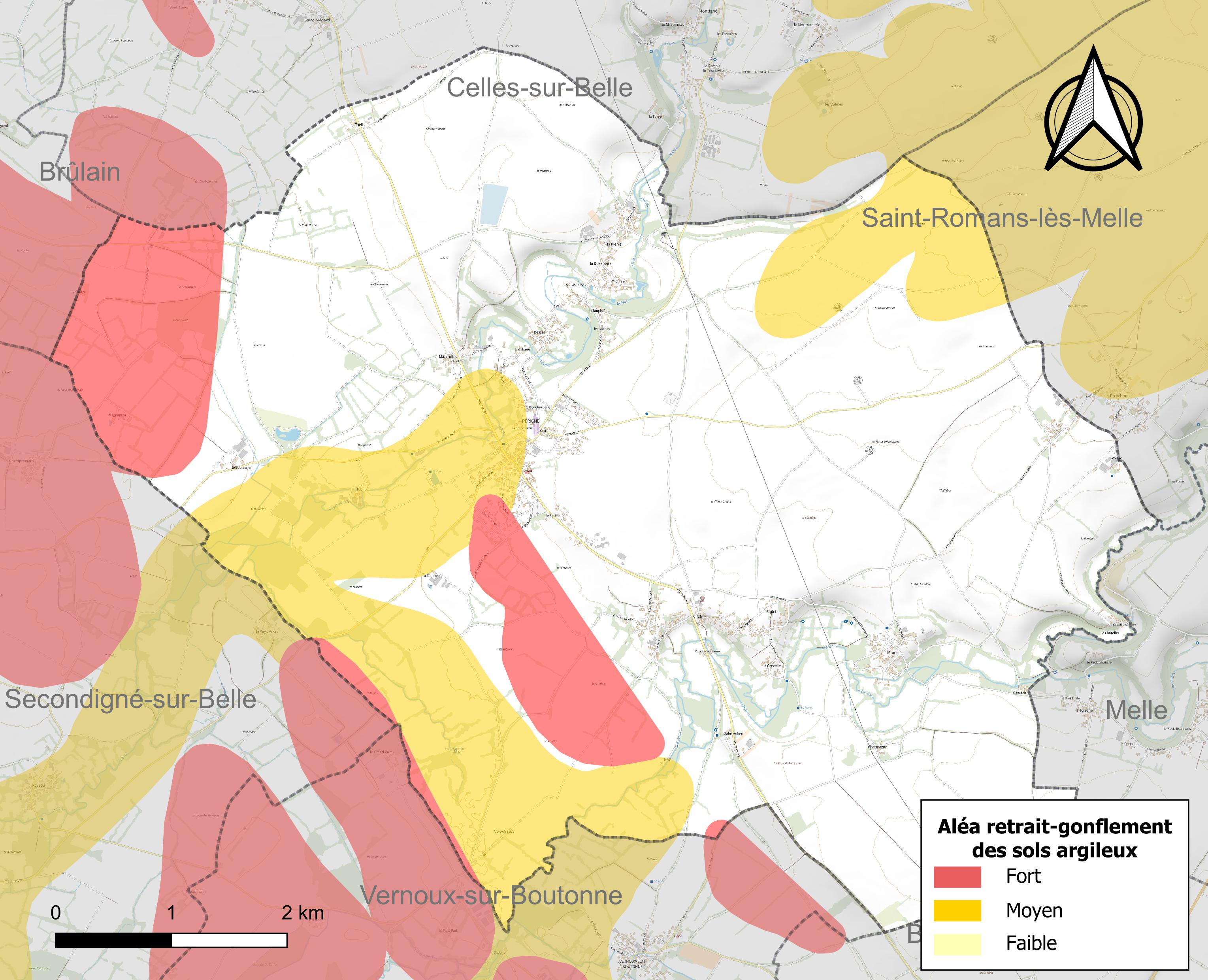
Carte des zones d'aléa retrait-gonflement des sols argileux de Périgné.

Les mouvements de terrains susceptibles de se produire sur la commune sont des tassements différentiels. Le retrait-gonflement des sols argileux est susceptible d'engendrer des dommages importants aux bâtiments en cas d’alternance de périodes de sécheresse et de pluie. 28,8 % de la superficie communale est en aléa moyen ou fort (54,9 % au niveau départemental et 48,5 % au niveau national). Depuis le 1er octobre 2020, en application de la loi ELAN, différentes contraintes s'imposent aux vendeurs, maîtres d'ouvrages ou constructeurs de biens situés dans une zone classée en aléa moyen ou fort,.
La commune a été reconnue en état de catastrophe naturelle au titre des dommages causés par la sécheresse en 2017 et par des mouvements de terrain en 1999 et 2010.

## Politique et administrationPério
| Période                                  | Période   | Identité              | Étiquette | Qualité             |
| ---------------------------------------- | --------- | --------------------- | --------- | ------------------- |
| Les données manquantes sont à compléter. |           |                       |           |                     |
| sept. 1944                               | av. 1951  | Gaston Quintard       | MRP       | Exploitant agricole |
| mars 1971                                | mars 1983 | Omer Nourrisson       |           |                     |
| mars 1983                                | 2001      | Pierre Deborde        |           |                     |
| mars 2001                                | mai 2008  | Jean-Jacques Chesneau |           | mort en fonctions   |
| mai 2008                                 | 2020      | Jean-Michel Grolleau  |           |                     |
| mars 2020                                | oct. 2024 | Lise Pouvreau         |           |                     |
| déc. 2024                                | en cours  | Étienne Chesneau      |           | Avocat              |

## Démographie
L'évolution du nombre d'habitants est connue à travers les recensements de la population effectués dans la commune depuis 1793. Pour les communes de moins de 10 000 habitants, une enquête de recensement portant sur toute la population est réalisée tous les cinq ans, les populations de référence des années intermédiaires étant quant à elles estimées par interpolation ou extrapolation. Pour la commune, le premier recensement exhaustif entrant dans le cadre du nouveau dispositif a été réalisé en 2007.

En 2022, la commune comptait 954 habitants, en évolution de −5,36 % par rapport à 2016 (Deux-Sèvres : +0,18 %, France hors Mayotte : +2,11 %).
| 1793  | 1800  | 1806  | 1821  | 1831  | 1836  | 1841  | 1846  | 1851  |
| ----- | ----- | ----- | ----- | ----- | ----- | ----- | ----- | ----- |
| 1 243 | 1 012 | 1 163 | 1 399 | 1 481 | 1 510 | 1 559 | 1 640 | 1 687 |

| 1856  | 1861  | 1866  | 1872  | 1876  | 1881  | 1886  | 1891  | 1896  |
| ----- | ----- | ----- | ----- | ----- | ----- | ----- | ----- | ----- |
| 1 534 | 1 586 | 1 516 | 1 388 | 1 395 | 1 390 | 1 469 | 1 402 | 1 363 |

| 1901  | 1906  | 1911  | 1921  | 1926  | 1931  | 1936  | 1946 | 1954 |
| ----- | ----- | ----- | ----- | ----- | ----- | ----- | ---- | ---- |
| 1 312 | 1 267 | 1 244 | 1 108 | 1 083 | 1 065 | 1 000 | 997  | 957  |

| 1962 | 1968 | 1975 | 1982 | 1990 | 1999 | 2006 | 2007  | 2012  |
| ---- | ---- | ---- | ---- | ---- | ---- | ---- | ----- | ----- |
| 908  | 892  | 782  | 798  | 829  | 905  | 994  | 1 007 | 1 009 |

| 2017  | 2022 | - | - | - | - | - | - | - |
| ----- | ---- | - | - | - | - | - | - | - |
| 1 006 | 954  | - | - | - | - | - | - | - |

## Lieux et monuments
L'église dédiée à saint Martin fut construite au XIIe siècle. Elle est classée Monument Historique par arrêté du 10 février 1913.
Une inscription en latin visible à l'intérieur sur le pilier le plus rapproché de l'autel, au-dessus du chapiteau, fait état de travaux de restauration en 1620.
PRIOR HANC ECCLESIAM RESTAVRAVIT ANNO DOMINI 1620. Le prieur a restauré cette église l’an du Seigneur 1620.

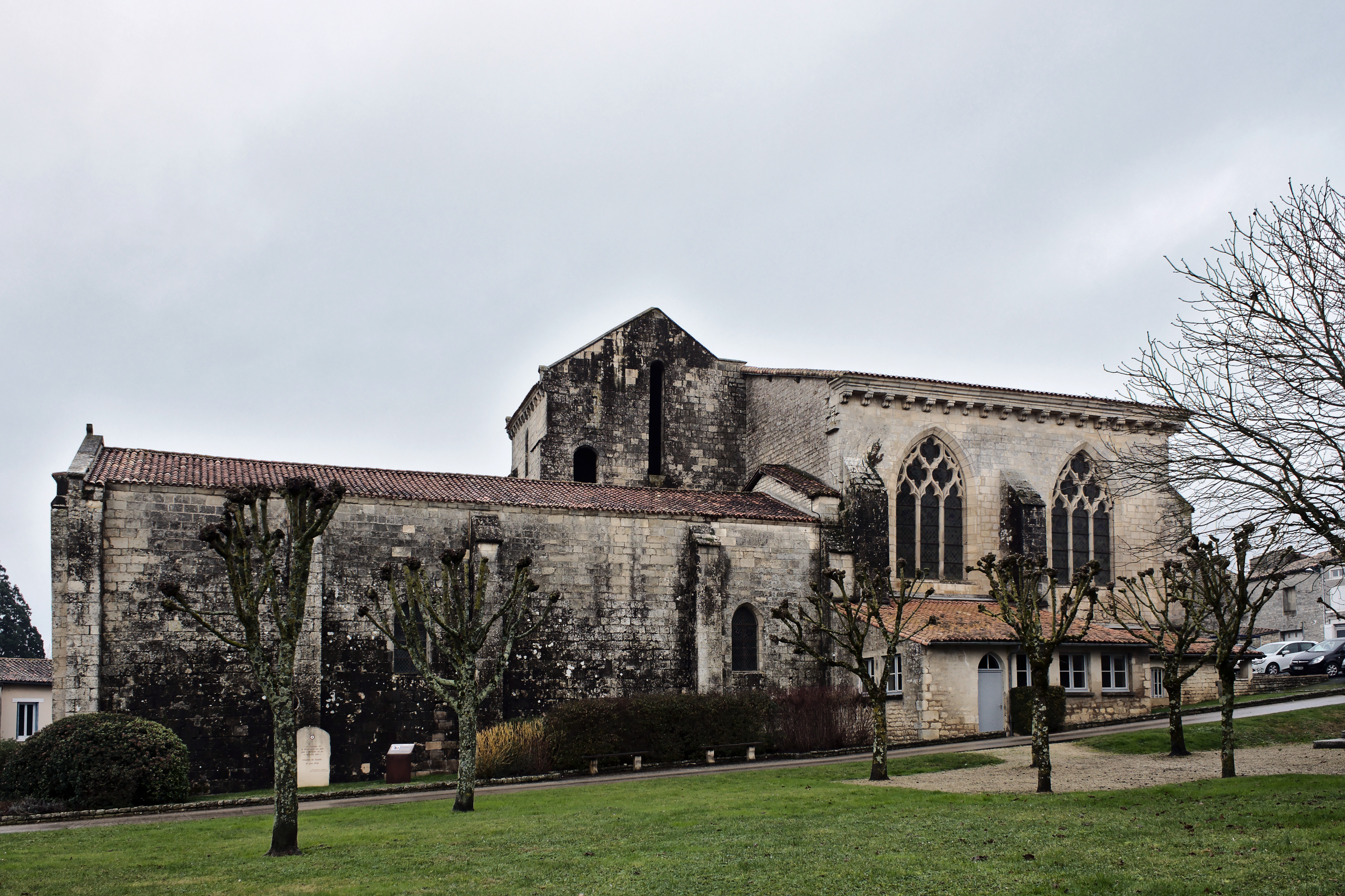
Église Saint-Martin.
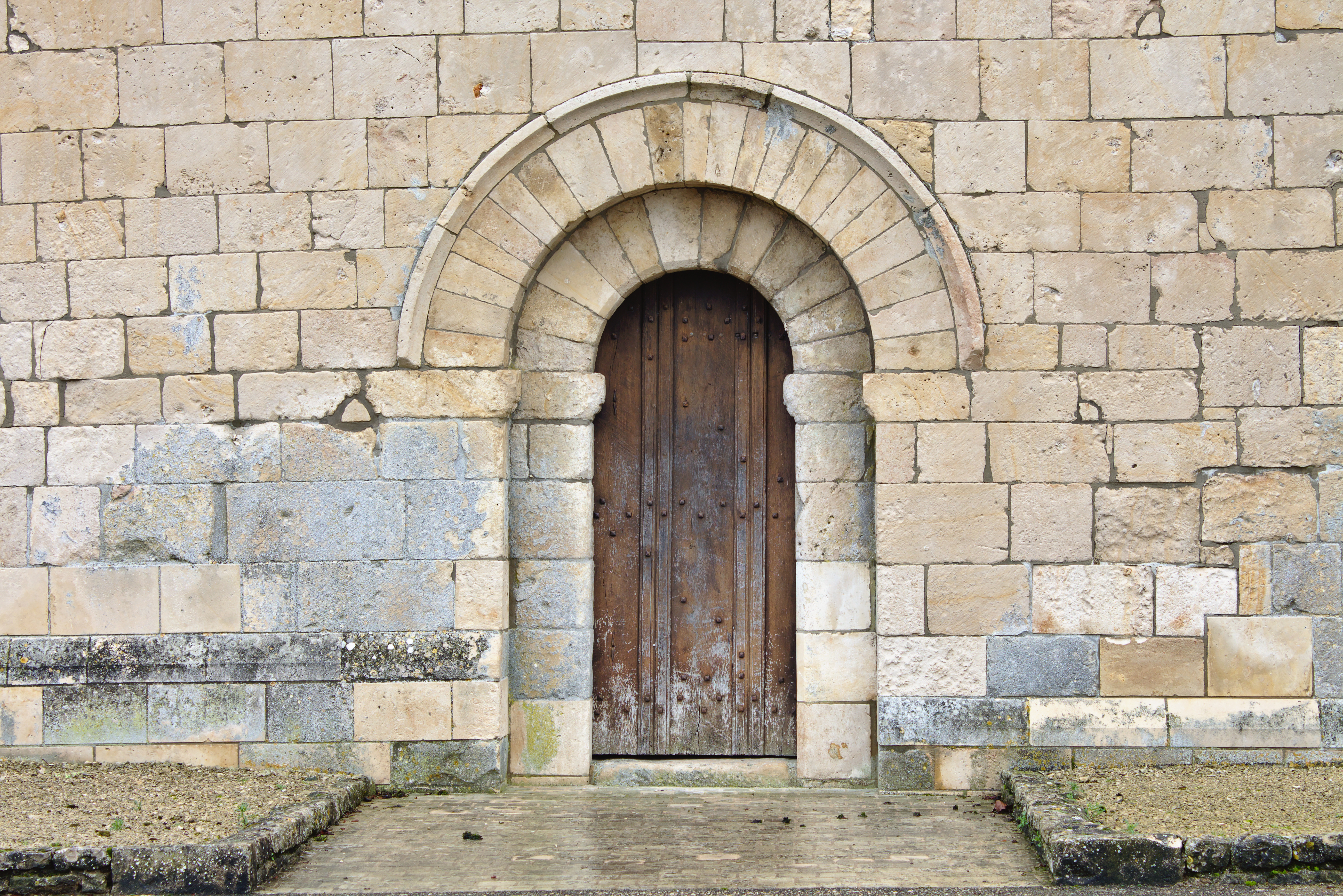
Église Saint-Martin, portail ouest.
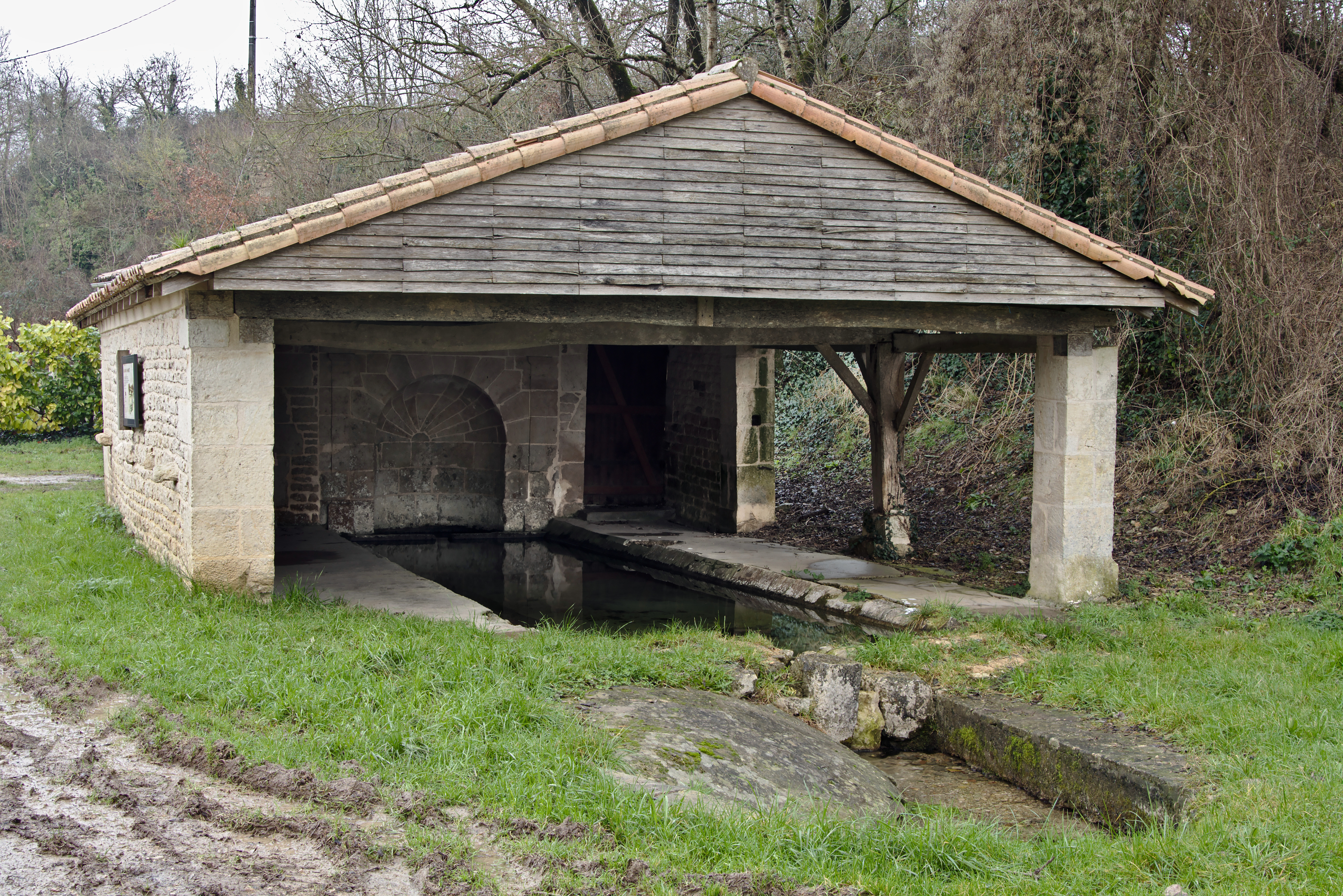
Lavoir de Foucombert.
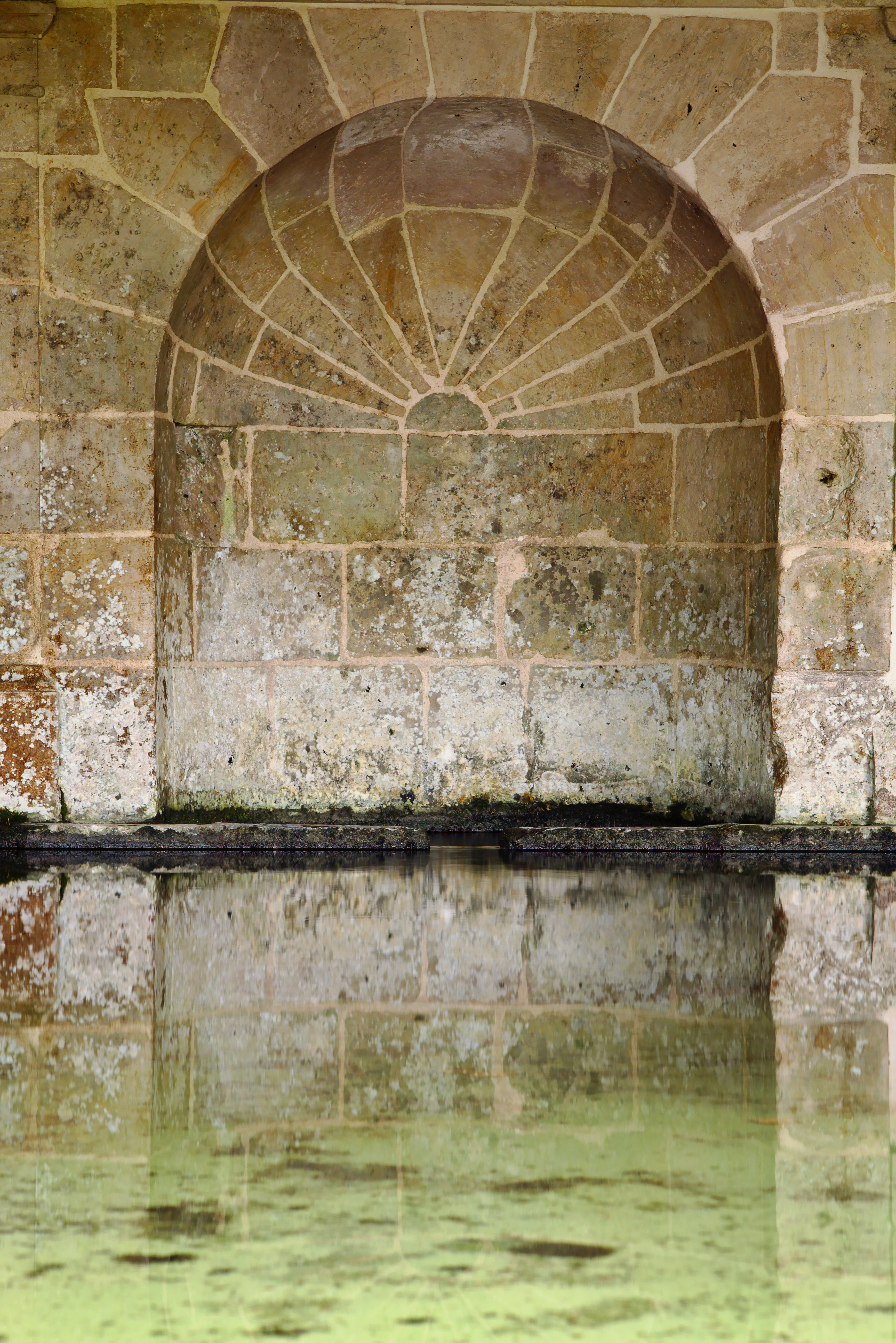
Lavoir de Foucombert, vue intérieure.
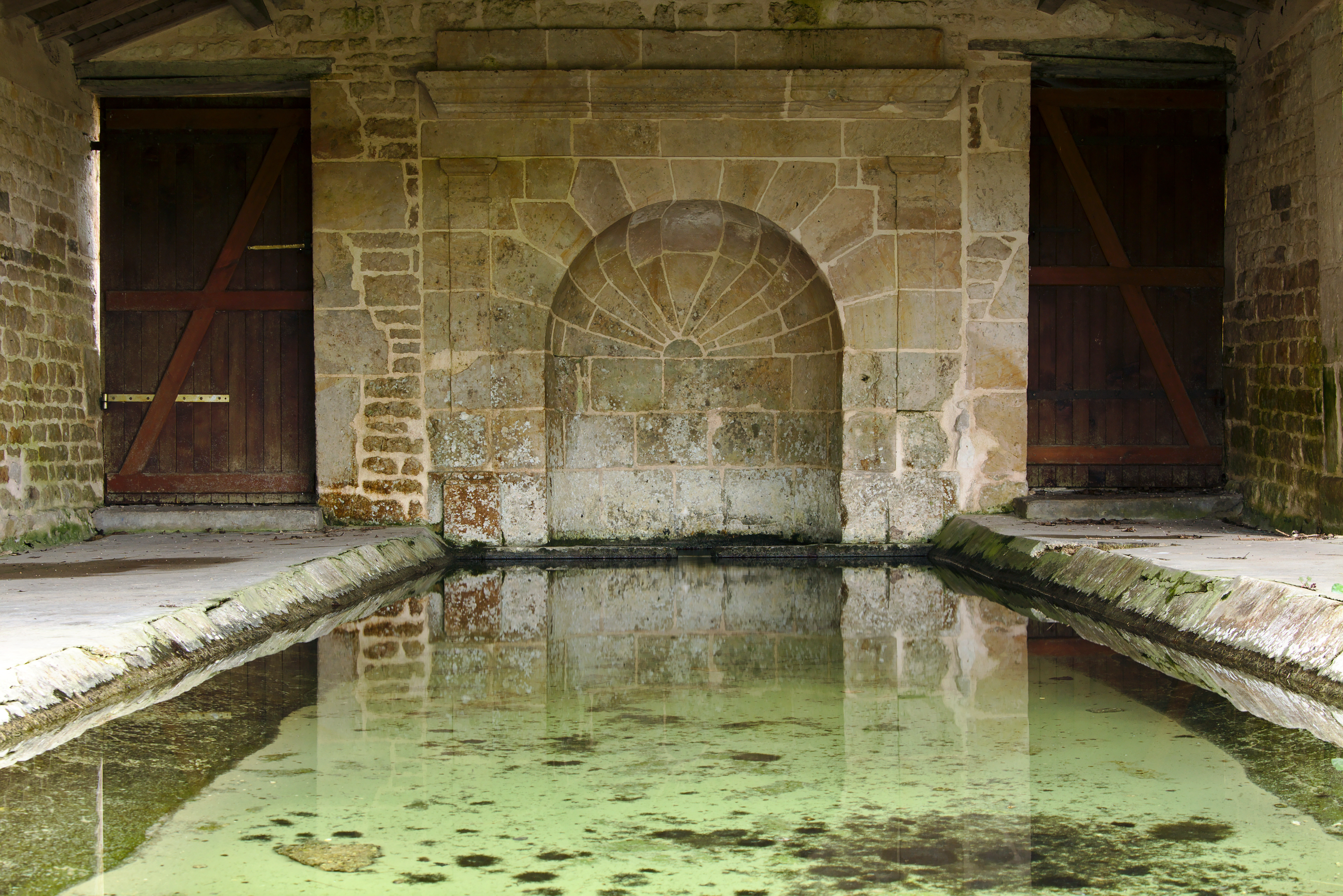
Lavoir de Foucombert, vue intérieure.
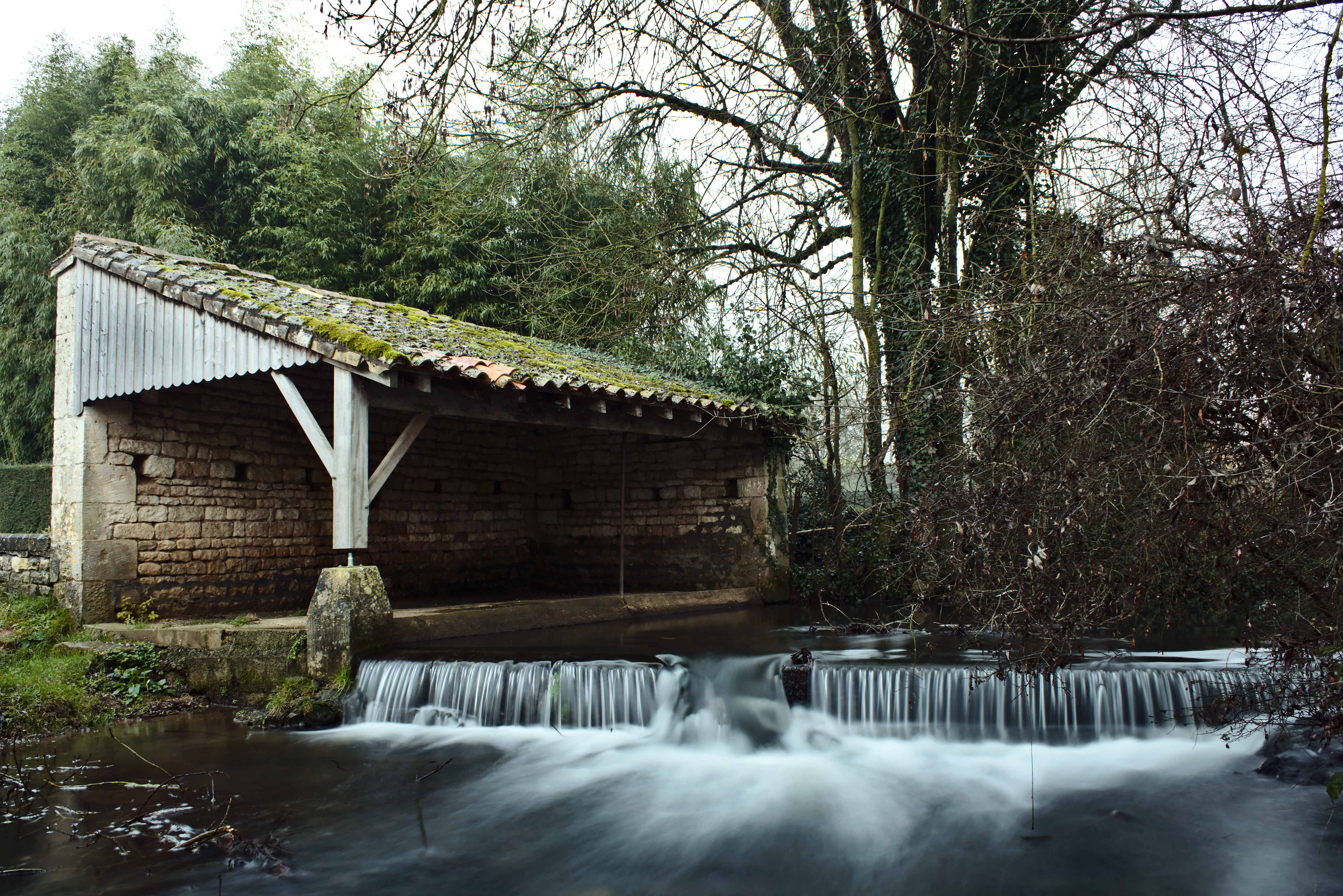
Lavoir de la Paillette.
Pont sur la Béronne.
Pont en dalles de pierre sur la Belle.

## Personnalités liées à la commune
- Saint Junien du Poitou († 587), ermite reclus, puis premier abbé du monastère de Mairé-Levescault, ami de la reine sainte Radegonde ; célébré le 13 août[26],[27].